# 不完全燃焼/スイッチが入ったら
「不完全燃焼／スイッチが入ったら」（ふかんぜんねんしょう／スイッチがはいったら）は、石川智晶の9枚目のシングル。2011年7月27日にFlying DOGから発売された。

## 解説
2011年第1弾シングル。2004年にビクターエンタテインメントレーベルから石川知亜紀名義でリリースされた「Like an angel／雨の日に恋をした」以来2作目、石川智晶名義としては初となる両A面シングルである。
収録曲の2曲は、共にテレビ東京系テレビアニメ『神様ドォルズ』の主題歌として作詞・作曲された。これは、原作者であるやまむらはじめの強い希望で石川の起用が決まった為である。タイトルの不完全燃焼とは石川智晶が高層ビルのエレベーターの中でふと思いついたもので、早く下に降りたいのに運悪くも各階に停止してしまったため、完全燃焼ではなく不完全燃焼となった。また、「不完全燃焼」のPVはYouTubeにおいて、2か月で50万PVを突破し、アニメ部門シングル賞も受賞した。

## 収録曲
（全作詞・作曲：石川智晶、編曲：西田マサラ）
1. 不完全燃焼 [4:08]
  - テレビ東京系アニメ『神様ドォルズ』オープニングテーマ
2. スイッチが入ったら [4:31]
  - テレビ東京系アニメ『神様ドォルズ』エンディングテーマ
3. 不完全燃焼 （without vocal）
4. スイッチが入ったら （without vocal）

## チャート
| チャート（2011年）                | 最高位 |
| --------------------------------- | ------ |
| オリコン                          | 19     |
| Billboard JAPAN HOT 100           | 57     |
| Billboard JAPAN Hot Singles Sales | 17     |
| Billboard JAPAN Hot Animation     | 5      |